# 한국어 음운론
이 문서에서는 한국어의 말소리를 음성학과 음운론의 관점에서 기술한다. 주로 대한민국 표준어의 말소리에 관해 기술하고, 필요에 따라 문화어의 말소리에 관해서 보충 설명한다.
한국어의 표준어 발음은 남북 모두 성문화된 규범에 의해 규정되어 있다. 그 의미에서 표준어 발음은 모범이 될 ‘이상적 발음’이라 할 수 있다. 남의 표준어 발음은 서울의 발음에 의거하며, 북의 문화어 발음은 평양의 발음에 의거한다고 명시되어 있으나, 북의 경우는 1933년 조선어학회의 규범이 기반이 되어 사실상 서울의 발음에 의거한 채 이를 평양의 발음으로 받아들인 것에 가깝다. 《조선어의 어음 전사법》은 문화어를 국제음성기호로 표기하는 방법을 명시하고 있는데, 이는 대한민국 학계에서 알려진 것과 다르다. 문화어의 발음은 한국 학계에서 평양 방언의 발음으로 알려진 것과 다르다.

## 음소

### 모음
|  |  |

#### 단모음
표준어에서 단모음(單母音) 음소는 아래 열 가지다.
| 음소 | 대표적인 음성 | 적요                 | 예                |
| ---- | ------------- | -------------------- | ----------------- |
| /ㅏ/ | /a/           | 후설 비원순 저모음   | /ai/ 아이 [ɐ.i]   |
| /ㅓ/ | /ʌ/           | 후설 비원순 중저모음 | /ʌdi/ 어디 [ʌ.di] |
| /ㅗ/ | /o/           | 후설 원순 중고모음   | /oi/ 오이 [o̞.i]   |
| /ㅜ/ | /u/           | 후설 원순 고모음     | /uɾi/ 우리 [u.ɾi] |
| /ㅡ/ | /ɯ/           | 후설 비원순 고모음   | /kɯ/ 그 [kɯ]      |
| /ㅣ/ | /i/           | 전설 비원순 고모음   | /ima/ 이마 [i.ma] |
| /ㅐ/ | /ɛ/           | 전설 비원순 중저모음 | /hɛ/ 해 [he̞]      |
| /ㅔ/ | /e/           | 전설 비원순 중고모음 | /nue/ 누에 [nu.e̞] |
| /ㅚ/ | /ø/           | 전설 원순 중고모음   | /sø/ 쇠 [s⁽ʰ⁾ø]   |
| /ㅟ/ | /y/           | 전설 원순 고모음     | /y/ 위 [y]        |

1. ↑  한국어의 중설모음은 실제로는 중설 근저모음 [ɐ]이지만 관례적으로 [a]로 표기한다.
2. ↑  경기 방언의 /ʌ/는 완전한 비원순 모음이 아니라 원순과 비원순의 중간적인 발음이다. 이에 반해 서북 방언에서는 이 모음을 [ɔ]로 소리낸다.
3. 1 2  한국에서는 거의 모든 지역에서 노년층을 제외하고 /ㅐ/와 /ㅔ/의 구별이 상실되어 동일한 소리로 발음된다. 그 음성은 [ɛ] 와 [e] 의 중간 소리다.
4. 1 2  경기 방언과 서북 방언 모두 단모음 음소로서 /ㅚ/, /ㅟ/가 존재하지 않는다. 경기 방언에서 /ㅚ/는 보통 [we](서북 방언에서는 [wɛ])로 나타나며 /ㅟ/는 [ɥi]로 나타난다.

【주】/  / 표시는 음소 표기, [  ] 표시는 국제음성기호에 의한 음성 표기를 나타낸다(이하 같음).

#### 장모음
장모음은 단어 첫 음절에만 나타난다. 경기 방언의 경우 노년층은 모음의 길고 짧음에 의해 단어의 의미를 구별할 수 있지만 그 외 세대에서는 모음의 장단 구별이 없고 모두 짧은 모음으로 나타난다.
| 단모음                              | 장모음                       |
| ----------------------------------- | ---------------------------- |
| /a/ 말[馬] [mal]                    | /ɑː/ 말[言] [mɑːl]           |
| /ʌ/ 벌[罰] [p⁽ʰ⁾ʌl]                 | /ɘː/ 벌[蜂] [p⁽ʰ⁾ɘːl]        |
| /o/ 보리 [p⁽ʰ⁾o̞.ɾi]                 | /oː/ 보수(報酬) [p⁽ʰ⁾oː.su]  |
| /u/ 눈[眼] [nun]                    | /uː/ 눈[雪] [nuːn]           |
| /ɯ/ 어른 [ɘː.ɾɯn]                   | /ɯː/ 음식 [ɯːm.ɕik̚]          |
| /i/ 시장(배고픔) [ɕi.dʑaŋ]          | /iː/ 시장(市場) [ɕiː.dʑaŋ]   |
| /ɛ/ 태양 [tʰɛ.jaŋ]                  | /ɛː/ 태도 [tʰɛː.do]          |
| /e/ 베개 [p⁽ʰ⁾e.ɡɛ]                 | /eː/ 베다 [p⁽ʰ⁾eː.da]        |
| /ø/ 교회 [k⁽ʰ⁾ʲoː.ɦwe ~ k⁽ʰ⁾ʲoː.ɦø] | /øː/ 외투 [weː.tʰu ~ øː.tʰu] |
| /y/ 위로 [y.ɾo ~ ɥi.ɾo]             | /yː/ 귀리 [kyː.ɾi ~ kɥiː.ɾi] |

1. ↑  노년층의 경기 방언에서 /ㅓ/의 장모음이 [ɘː]로 나타나며 짧은 모음으로 발음되는 경우와 음성이 다른 것이 특징이다.

#### 반모음과 이중모음
한국어에는 /j/ [j] 와 /w/ [w] 두 가지의 반모음이 있다. 연구자에 따라서는 반모음을 인정하지 않고 ‘반모음 + 단모음’을 이중모음(상승 이중모음)으로 본다.
| 단모음   | /a ㅏ/  | /ʌ ㅓ/  | /o ㅗ/  | /u ㅜ/  | /ɯ ㅡ/ | /i ㅣ/    | /ɛ ㅐ/  | /e ㅔ/  | /ø ㅚ/ | /y ㅟ/ |
| /j/+모음 | /ja ㅑ/ | /jʌ ㅕ/ | /jo ㅛ/ | /ju ㅠ/ |        |           | /jɛ ㅒ/ | /je ㅖ/ |        |        |
| /w/+모음 | /wa ㅘ/ | /wʌ ㅝ/ |         |         |        | (/ɰi ㅢ/) | /wɛ ㅙ/ | /we ㅞ/ |        |        |

1. ↑  /ɰi ㅢ/라는 소리의 연속체는 ‘반모음+단모음’으로 보지 않고 이중모음으로 보는 견해가 일반적이다. 그러나 /ㅢ/는 경기 방언에서 단모음화되어 /ㅡ/(어두에서) 또는 /ㅣ/(어두 이외에서)로 나타날 경우가 많다.
  - 의사 /의사/ ― (경기 방언) /으사/
  - 예의 /예의/ ― (경기 방언) /예이/

### 자음
표준어에서 자음 음소는 총 열아홉 가지다.

#### 초성
자음 음소 열아홉 가지 모두가 초성 위치에 올 수 있다.
|          |        | 양순음        | 치경음        | 치경음                 | 경구개음        | 연구개음      | 성문음      |
| 폐쇄음   | 마찰음 | 양순음        |               |                        | 경구개음        | 연구개음      | 성문음      |
| -------- | ------ | ------------- | ------------- | ---------------------- | --------------- | ------------- | ----------- |
| 장 애 음 | 평음   | /ㅂ/ [p⁽ʰ⁾~b] | /ㄷ/ [t⁽ʰ⁾~d] | /ㅅ/ [s⁽ʰ⁾~z],[ɕ⁽ʰ⁾~ʑ] | /ㅈ/ [tɕ⁽ʰ⁾~dʑ] | /ㄱ/ [k⁽ʰ⁾~ɡ] |             |
| 장 애 음 | 격음   | /ㅍ/ [pʰ ~bʱ] | /ㅌ/ [tʰ ~dʱ] |                        | /ㅊ/ [tɕʰ ~dʑʱ] | /ㅋ/ [kʰ ~ɡʱ] | /ㅎ/ [h ~ɦ] |
| 장 애 음 | 경음   | /ㅃ/ [ˀp]     | /ㄸ/ [ˀt]     | /ㅆ/ [ˀs~ˀɕ]           | /ㅉ/ [ˀt͡ɕ]      | /ㄲ/ [ˀk]     |             |
| 비음     | 비음   | /ㅁ/ [m]      | /ㄴ/ [n]      |                        |                 | /ㅇ/ [ŋ]      |             |
| 유음     | 유음   |               | /ㄹ/ [ɾ~l]    |                        |                 |               |             |

한국어의 장애음은 무성음·유성음의 대립이 음운론적으로 의미를 갖지 않는다. 다시 말해서 한국어 화자는 무성음·유성음을 구별하지 못하며 둘다 동일한 음운으로 인식한다. 한편 한국어에는 평음·격음·경음이라는 대립이 있다. 이 소리들은 숨의 강도와 목의 긴장 여부에 의해 서로 다른 음운으로 인식된다.
평음(예사소리, 순한소리)는 숨을 거세게 내지 않으며 목을 긴장시키지 않는 소리다. /ㅅ/을 제외한 평음 /ㅂ, ㄷ, ㅈ, ㄱ/은 유성음 사이(즉 모음-모음 사이, 비음-모음 사이, 유음-모음 사이)에서 유성무기음으로 나타나며 그 이외 환경(구체적으로는 어두)에서 무성무기음(화자에 따라서는 약간 숨을 수반할 수 있음)으로서 나타난다.
- 비누 /pinu/ [p⁽ʰ⁾inu] ― 나비 /nabi/ [nabi]

/ㅅ/은 유성음 사이에서도 항상 무성음으로 나타난다. 또 /ㅅ/은 모음 /ㅣ/(반모음 /j/ 포함) 직전에서 [ɕ]로 나타난다. /ㅅ/은 일반적으로 평음으로 구분되지만 이것을 격음으로 구분하는 연구자도 있다.
- 가수 /gasu/ [k⁽ʰ⁾asu]
- 가시 /gasi/ [k⁽ʰ⁾aɕi]

격음(거센소리) /ㅍ, ㅌ, ㅊ, ㅋ/은 숨을 거세게 내는 소리며 어떤 위치에서든 무성유기음으로 나타난다. 중국어의 유기음과 같은 성질을 지닌 소리다.
- 도토리 /totʰori/ [t⁽ʰ⁾otʰoɾi]

격음 /ㅎ/은 유성음 사이에 있을 적에 유성음화되어 [ɦ] 로 나타나며 경우에 따라서는 소리가 없는 것처럼 들린다. 유성음화라는 특성에서 이를 평음으로 구분하는 연구자도 있다.
- 지하 /jiha/ [tɕ⁽ʰ⁾iɦa]

경음(된소리)은 목을 긴장시키면서 내는 무성무기음이다. 국제음성기호로는 이 소리를 정확히 표시하기 위한 기호가 없어 성문 폐쇄음을 나타내는 [ʔ]를 자음 기호 왼쪽 어깨에 달거나 방출음을 나타내는 [ʼ]를 사용하는 등 기호를 대용하는 경우가 많다. 또 음성학 논문 등에서는 [p#], [p*]와 같은 표기도 볼 수 있다.
- 꼬리 /k͈ori/ [k͈oɾi]

경음 /ㅆ/은 평음 /ㅅ/의 경우와 마찬가지로 모음 /ㅣ/(반모음 /j/ 포함) 직전에서 [ɕ͈] 로 나타난다.
- 김씨 /gimɕ͈i/ [k⁽ʰ⁾imɕ͈i]

비음은 /ㅁ, ㄴ, ㅇ/ 세 가지가 있지만 /ㅇ/은 어두에 오지 않는다.
유음 /ㄹ/은 초성 자리에서 보통 탄음 [ɾ] 로 나타나지만 종성 /ㄹ/ 직후에 나타나는 초성 /ㄹ/은 설측음 [l] 로 나타난다.
- 물리 /murri/ [mulli]

평양 방언에서는 /ㅈ, ㅊ, ㅉ/이 치경구개음 [tɕ/dʑ], [tɕʰ], [tɕ͈] 가 아니라 치경파찰음 [ts⁽ʰ⁾/dz], [tsʰ], [ts͈] 로 나타난다.
(이는 17세기 이전의 한국어 발음과 일치한다.) 문화어는 평양 방언이 아니라 위의 기준을 따른다.
알 수 없는 이유로 한국의 국어 교육 과정에서는 치경음을 치조음으로, 치경구개음(ㅈ,ㅊ,ㅉ 등)을 경구개음으로 구분한다.

#### 종성
음절말 위치에 있는 자음을 종성이라 한다. 초성 자리에는 열아홉 가지 자음 모두가 올 수 있으나 종성 자리에는 다음 일곱 가지 자음밖에 올 수 없다.
|        | 양순음     | 치경음     | 연구개음   |
| ------ | ---------- | ---------- | ---------- |
| 장애음 | /p ㅂ/ [p̚] | /t ㄷ/ [t̚] | /k ㄱ/ [k̚] |
| 비음   | /m ㅁ/ [m] | /n ㄴ/ [n] | /ŋ ㅇ/ [ŋ] |
| 유음   |            | /r ㄹ/ [l] |            |

장애음 종성은 조음 기관을 개방시키지 않는 불파음이다. 다만 /ㅆ/ 앞에서는 개방이 되며 /ㅆ/ 앞에서 /ㄷ/은 [s] 로 나타난다.
- 젖소 /젇쏘 jʌdσo/ [tɕ⁽ʰ⁾ʌss͈o]

유음 종성 /ㄹ/은 보통 [l] 로 나타나지만 직후에 /ㅎ/이 올 때는 [ɾ] 로 나타난다.
- 괄호 /gwarho/ [k⁽ʰ⁾ʷaɾɦo]

### 음소 배열상의 제약
한국어에는 다음과 같이 음소 배열상의 제약이 있다.
(1) 남과 북의 표준어에서는 경구개음 /ㅈ, ㅊ, ㅉ/ 직후에 반모음 /j/가 올 수 없다. 철자상으로 반모음이 표기되어 있더라도 실제 발음은 반모음을 수반하지 않는다. 한국의 일부 학설과 달리 북의 문헌에서도 /ㅈ, ㅊ, ㅉ/을 경구개음으로 분류하기도 한다.
- 저 /저/ ― 져 /저/

평양 방언에서는 /ㅈ, ㅊ, ㅉ/은 치경파찰음 [ts/dz], [tsʰ], [t͈s] 로 나타나는데 /j/와 결합될 경우에는 연구개음 [tɕ/dʑ], [tɕʰ], [t͈ɕ] 로 나타날 수 있다.
- 저 /저/ [tsɔ]
- 져 /져/ [tɕɔ]

(2) 남의 표준어는 한자어에서 /ㄹ/이 어두에 오지 않는다. 음절 초에 원래 /ㄹ/을 가진 한자음이 어두에 올 경우, /ㄹ/ 직후가 모음 /ㅣ/ 혹은 반모음 /j/이면 /ㄹ/이 탈락되고 그 이외이면 /ㄹ/이 /ㄴ/으로 발음된다. 마찬가지로 음절 초에 원래 /ㄴ/을 가진 한자음이 어두에 올 경우, /ㄴ/ 직후가 모음 /i/ 또는 반모음 /j/이면 /ㄴ/이 탈락된다. 한국에서는 이 현상을 ‘두음 법칙’이라 부른다. 북의 표준어는 어두의 /ㄹ/, /ㄴ/이 원래대로 유지된다.
| 한자 | 원음(북의 표준어) | 남의 표준어 |
| ---- | ----------------- | ----------- |
| 臨時 | /림시/            | /임시/      |
| 勞動 | /로동/            | /노동/      |
| 女子 | /녀자/            | /여자/      |

그런데 외래어 발음이건 북의 한자어 발음이건 어두의 /ㄹ/은 원래 한국어에 없었다. 그렇기 때문에 특히 노년층에서는 외래어와 한자어의 어두에 있는 /ㄹ/을 자주 탈락시키거나 /ㄴ/으로 발음한다.
- 라이터 /나이타/

## 높낮이
한국어의 표준어는 높낮이에 의해 단어의 뜻을 구별하지 않는다. 그렇다고 해서 한국어 발화에서 높낮이가 질서 없이 이뤄지는 것이 아니라 자연스러운 소리의 오르내림이 있고, 그것을 어긋나는 높낮이는 한국어 화자에게 어색한 발음으로 받아들여진다.
서울 방언의 경우 연속하여 발음되는 단위에서 제2음절이 가장 높은 소리로 발음되고 그 이후의 음절은 점점 내려간다. 제1음절은 초성이 격음, 경음, /ㅅ/인 경우에 제2음절과 같은 높이로 발음되며 초성이 그 이외의 자음이거나 모음으로 시작되는 경우에는 제2음절보다 낮은 소리로 발음된다.
동남 방언과 동북 방언에는 성조 체계가 있으며 높낮이에 의해 단어의 뜻을 구별한다.

## 음절 구조
한국어의 음절은 모음을 핵으로 이뤄진다. 모음은 반모음과 단모음의 결합(상승 이중모음)일 수 있다. 모음 앞에는 자음(초성)이 한 개 올 수 있고 모음 뒤에도 자음(종성)이 한 개 올 수 있다. 따라서 한국어 음절 구조 가운데 가장 복잡한 구조는 ‘자음+반모음+모음+자음’이다.
| 음절 구조 | 음절 구조             | 예               |
| --------- | --------------------- | ---------------- |
| 개 음 절  | 모음                  | 이 /i/ [i]       |
| 개 음 절  | 반모음+모음           | 요 /jo/ [jo]     |
| 개 음 절  | 자음+모음             | 소 /so/ [so]     |
| 개 음 절  | 자음+반모음+모음      | 혀 /hjʌ/ [hjʌ]   |
| 폐 음 절  | 모음+자음             | 안 /an/ [an]     |
| 폐 음 절  | 반모음+모음+자음      | 왕 /waŋ/ [waŋ]   |
| 폐 음 절  | 자음+모음+자음        | 길 /gir/ [kil]   |
| 폐 음 절  | 자음+반모음+모음+자음 | 광 /gwaŋ/ [kwaŋ] |

## 음소 교체
한국어에는 음소 교체의 종류가 많아 다음과 같은 교체들이 있다.

### 음운론적인 교체
음운론적인 교체란 음소가 놓이는 소리의 환경으로 알미암아 해당 음소가 다른 음소로 바뀌는 현상을 이른다. 자음 음소는 허용되지 않는 음소 배열이 있기 때문에 그런 경우에는 해당 음소가 다른 음소로 교체된다.

#### 평음의 경음화
평음 /ㅂ, ㄷ, ㅅ, ㅈ, ㄱ/은 장애음 종성 /ㅂ, ㄷ, ㄱ/ 직후에 올 수 없다. 그 경우 평음은 경음 (된소리) /ㅃ, ㄸ, ㅆ, ㅉ, ㄲ/으로 각각 교체된다.
- 입시 /입씨/
- 국밥 /국빱/

#### /ㅎ/의 격음화
/ㅎ/은 장애음 종성 /ㅂ, ㄷ, ㄱ/ 직후에 올 수 없다. 그 경우 /ㅎ/은 직전 장애음과 동일한 조음 위치에서 발음되는 격음 /ㅍ, ㅌ, ㅋ/으로 각각 교체된다.
- 입학 /이팍/
- 각하 /가카/

#### 장애음의 비음화
장애음 종성 /ㅂ, ㄷ, ㄱ/은 비음 /ㅁ, ㄴ/과 유음 /ㄹ/ 직전에 올 수 없다. 그 경우 장애음 종성은 비음 /ㅁ, ㄴ, ㅇ/으로 각각 교체된다.
- 욕망 /용망/
- 앞날 /암날/

/ㅂ, ㄷ, ㄱ/ 직후에 /ㄹ/이 올 때 남의 표준어에서는 /ㄹ/도 동시에 /ㄴ/으로 교체된다. 북의 표준어에서 /ㄹ/은 /ㄴ/으로 교체되지 않고 /ㄹ/이 유지된다.
- 독립 /동닙/ (남의 표준어) ― /동립/ (북의 표준어)

#### 유음의 비음화
남의 표준어에서 유음 /ㄹ/은 비음 /ㅁ, ㅇ/ 직후에 올 수 없다. 그 경우 /ㄹ/은 비음 /ㄴ/으로 교체된다. 북의 표준어에서 /ㄹ/은 그대로 유지된다.
- 통로 /통노/ (남의 표준어) ― /통로/ (북의 표준어)

#### /ㄴ/의 유음화
/ㄴ/은 유음 /ㄹ/ 직전이나 직후에 올 수 없다. 그 경우 /ㄴ/은 유음 /ㄹ/로 교체된다. /ㄹㄹ/이라는 소리 연속체의 실제 음성은 [ll]이다.
- 신라 /실라/
- 찰나 /찰라/

### 형태음운론적 교체
동일한 형태소가 일정한 음운적 환경에 따라 몇 가지 이형태로 나타날 적에 이형태 사이에서 음운이 교체되는 것을 형태음운론적 교체라 한다. 한국어에는 형태음운론적 교체가 많다.

#### 종성의 형태음운론적 교체
체언과 용언은 어간 끝소리에 자음이 있는 경우에 어간 끝 자음이 교체될 수 있다. 교체 유형은 아래 두 가지가 있을 수 있다.

##### 소리의 중화
예를 들어 /노파/(높아)는 /노ㅍ/이 어간인데 어간 끝소리 /ㅍ/은 /노파/처럼 직후에 모음이 와서 /ㅍ/이 초성 자리에 오게 되면 격음 /ㅍ/으로 나타나지만 /ㅍ/이 종성 자리에 올 경우에는 /놉따/(높다)처럼 /ㅂ/으로 바뀐다. 이것은 격음 /ㅍ/이 종성 자리에 올 수 없고, 종성 자리에서는 /ㅂ/과 /ㅍ/의 구별이 상실되어 평음 /ㅂ/만이 나타난다(이 현상을 중화(中和)라 한다).
- /ㅍ/~/ㅂ/
  - 잎이 /ipi 이피/ ~ 잎 /ib 입/
- /ㅌ, ㅅ, ㅆ, ㅈ, ㅊ/~/ㄷ/
  - 밭에 /bate 바테/ ~ 밭 /bad 받/
  - 옷이 /osi 오시/ ~ 옷 /od 옫/
  - 있어 /iσɔ 이써/ ~ 있자 /idζa 읻짜/
  - 낮에 /naje 나제/ ~ 낮 /nad 낟/
  - 빛이 /bici 비치/ ~ 빛 /bid 빋/
- /ㅋ, ㄲ/~/ㄱ/
  - 부엌에 /buɔke 부어케/ ~ 부엌 /buɔg 부억/
  - 밖에 /baγe 바께/ ~ 밖 /bag 박/

##### 소리의 탈락
/발바/(밟아)는 /발ㅂ/이 어간인데 이처럼 어간 끝에 자음이 두 개 연속될 경우, 어간 맨 끝 자음이 /발바/처럼 초성 자리에 오게 되면 연속되는 두 자음이 다 나타난다. 그러나 어간 끝 자음이 종성 자리에 올 경우에는 /밥(따)/처럼 두 개 자음 중 한쪽이 탈락된다(자음군 단순화). 이것은 한국어에서 음절 끝자리에 자음이 두 개 이상 한꺼번에 오지 못하기 때문이다.
- /ㅂㅆ/~/ㅂ/
  - 값이 /gabσi 갑씨/ ~ 값 /gab 갑/
- /ㄹㅂ/~/ㅂ/
  - 밟아 /barba 발바/ ~ 밟자 /ba:bζa 밥:짜/
- /ㄹㅍ/~/ㅂ/
  - 읊어 /ɯrpɔ 을퍼/ ~ 읊자 /ɯbζa 읍짜/
- /ㄹㅁ/~/ㅁ/
  - 삶이 /sa:rmi 살:미/ ~ 삶 /sa:m 삼:/
- /ㄴㅈ/~/ㄴ/
  - 앉아 /anja 안자/ ~ 앉자 /anζa 안짜/
- /ㄹㅂ/~/ㄹ/
  - 넓어 /nɔrbɔ 널버/ ~ 넓다 /nɔrδa 널따/
- /ㄹㄱ/~/ㄹ/
  - 읽어 /irgɔ 일거/ ~ 읽고 /irγo 일꼬/
- /ㄱㅆ/~/ㄱ/
  - 넋이 /nɔgσi 넉씨/ ~ 넋 /nɔg 넉/
- /ㄹㄱ/~/ㄱ/
  - 읽어 /irgɔ 일거/ ~ 읽자 /igζa 익짜/

#### 초성의 형태음운론적 교체
위에서 언급한 음운론적인 교체 이외의 조건에서 이뤄지는 경음화, 격음화, 비음화는 형태음운론적 교체로 볼 수 있다. 이와 같은 교체는 형태소의 경계에서 일어난다.

##### 경음화
자음어간 용언의 어간에 평음으로 시작되는 접미사, 어미가 붙을 때는 어간 끝 자음이 비음이나 유음이라도 접미사, 어미의 첫소리인 평음이 경음으로 교체된다.
- 삼고 /sa:mγo 삼:꼬/
- 핥고 /harγo 할꼬/

체언의 경우 합성어에서 평음이 경음으로 바뀌는 현상이 있다. 또 일부 한자어에서도 경음화 현상을 볼 수 있다.
- 말버릇 /ma:rβɔrɯd 말:뻐륻/
- 보험증 /bo:hɔmζɯŋ 보:험쯩/

##### 격음화
용언 가운데 접미사, 어미의 첫소리가 평음으로부터 격음으로 바뀌는 것이 있다.(격음화, 유기음화) 이와 같은 용언은 어간 끝에 /ㅎ/을 가진다고 생각하는 경우가 많다. 맞춤법상으로 ‘ㅎ’ 받침을 가진 것(ㅎ, ㄶ, ㅀ)이 이에 해당한다.
- 놓고 /noko 노코/

##### 비음화
한자어에서 종성 /ㄴ/ 직후의 유음 /ㄹ/이 /ㄴ/으로 바뀌는 현상이 있다. 종성 /ㄴ/과 초성 /ㄹ/ 사이에 형태소의 경계가 있는 경우에 /ㄹ/이 /ㄴ/으로 교체된다. 다만 북의 표준어 발음으로는 /ㄹ/이 그대로 유지된다.
- 생산량 /sɛŋsannjaŋ 생산냥/ (남의 표준어) ― /sɛŋsanrjaŋ 생산량/ (북의 표준어)

##### 구개음화
어간 끝소리로 /ㄷ/을 가진 어간 뒤에 /ㅣ/ 또는 /히/로 시작되는 접미사, 어미가 붙을 때 /ㄷ/과 /ㅣ/, /히/가 어울리면서 /지/ 또는 /치/로 나타나는 현상. 맞춤법으로는 받침 ‘ㄷ, ㅌ’ 뒤에 ‘이, 히’를 적는다.
- 미닫이 /midaji 미다지/
- 같이 /gaci 가치/
- 닫힌다 /dacinda 다친다/
- 핥인다 /harcinda 할친다/

### 음소 교체와 맞춤법
한국어 맞춤법에서는 동일한 형태소는 항상 동일하게 적는 것이 원칙이다(형태주의). 따라서 위와 같은 다양한 음소 교체가 있어도 발음대로 적지 않는다.

## 모음 조화
한국어는 지난날에 비교적으로 명확한 모음 조화가 있었다. 중세 한국어에서 모음은 양성모음 /ㅏ, ㅗ, ㆍ/, 음성모음 /ㅓ, ㅜ, ㅡ/, 중성모음 /ㅣ/ 세 가지 그룹으로 구분되며 원칙적으로 한 단어 내부에서는 동일 그룹에 속하는 모음만이 사용되었다. 다만 중성모음은 양성모음, 음성모음 어느쪽과도 함께 나타날 수 있었다.
| 양성모음 | /a ㅏ/ | /o ㅗ/ | /ʌ ㆍ/ |
| 음성모음 | /ɔ ㅓ/ | /u/ ㅜ | /ɯ ㅡ/ |
| 중성모음 | /i ㅣ/ | /i ㅣ/ | /i ㅣ/ |

- /sasʌm/ ― 양모음
- /ɔrgur/ ― 음모음

중세 한국어의 모음 조화는 한 형태소 내부에 그치지 않고 그 형태소에 부속되는 어미류까지 미쳤다. 예를 들어 ‘-는’은 /nʌn/~/nɯn/처럼 양성모음형과 음성모음형이 있고 어간이 양성모음이냐 음성모음이냐에 따라 가려서 쓰였다.
- /nanʌn/ (나는) ― 양성모음
- /nɔnɯn/ (너는) ― 음성모음

현대 한국어에서 모음 조화는 거의 무너져 있으며 몇 가지가 화석적으로 그 흔적을 간직하는 것에 지나지 않는다. 하나는 용언 활용형 /아/~/어/이다. 그러나 구어에서는 양성모음 어간에서도 /어/가 나타날 수 있다.
- 받아 /바다/ (양성모음 어간) ― 받어 /바더/ (구어)
- 먹어 /머거/ (음성모음 어간)

용언 중에는 모음의 음양에 따른 쌍을 가지는 것이 있다.
- 작다 ― 적다

의성 의태어를 비롯한 음성상징어는 현대 한국어에서 모음 조화가 가장 잘 남아 있는 어휘 부류이다. 양성모음 단어가 ‘밝음, 작음, 가벼움’과 같은 뉘앙스를 가지는 데 반해 음성모음 단어는 ‘어두움, 큼, 무거움’과 같은 뉘앙스를 가진다고 한다.
- 반짝 ― 번쩍
- 활활 ― 훨훨
- 졸졸 ― 줄줄

다만 중세 한국어와 현대 한국어는 모음 체계가 서로 다르기 때문에 현대 한국어 음성상징어에서 볼 수 있는 모음 조화의 쌍들은 중세 한국어의 그것과 동일하지 않다. 다음 표는 현대 한국어 음성상징어에서 볼 수 있는 모음 조화의 쌍들이다.
| 양성모음 | /ㅏ/ | /ㅏ/ | /ㅗ/ | /ㅐ/ |
| 음성모음 | /ㅓ/ | /ㅡ/ | /ㅜ/ | /ㅣ/ |

- 꼴깍 ― 꿀꺽
- 싹싹 ― 쓱쓱
- 뱅뱅 ― 빙빙

## 참고 문헌
- 배주채(2013) “한국어의 발음”, 개정판, 삼경문화사
- 이현복(2002) “한국어 표준발음사전”, 서울대학교출판부
- 이호영(1996) “국어음성학”, 태학사
- 허웅(1985；1997) “국어 음운학”, 샘 문화사